# Burkina Faso na Letnich Igrzyskach Paraolimpijskich 2012
Burkinę Faso na Letnich Igrzyskach Paraolimpijskich 2012 reprezentowało 2 zawodników.
Dla reprezentacji Burkina Faso był to piąty start w igrzyskach paraolimpijskich (poprzednio w 1992, 1996, 2000 oraz 2008 roku). Dotychczas żaden zawodnik nie zdobył paraolimpijskiego medalu.

## Kadra

### Kolarstwo
Mężczyźni
| Zawodnik         | Konkurencja                   | Czas     | Poz. |
| ---------------- | ----------------------------- | -------- | ---- |
| Lassane Gasbeogo | Wyścig ze startu wspólnego H4 | LAP      | LAP  |
| Lassane Gasbeogo | Jazda na czas H4              | 34:28.49 | 10.  |

Kobiety
| Zawodnik        | Konkurencja                     | Czas     | Poz. |
| --------------- | ------------------------------- | -------- | ---- |
| Kadidia Nikiema | Wyścig ze startu wspólnego H1-3 | LAP      | LAP  |
| Kadidia Nikiema | Jazda na czas H3                | 43:15.64 | 6.   |